# Kollmitz (zřícenina hradu)

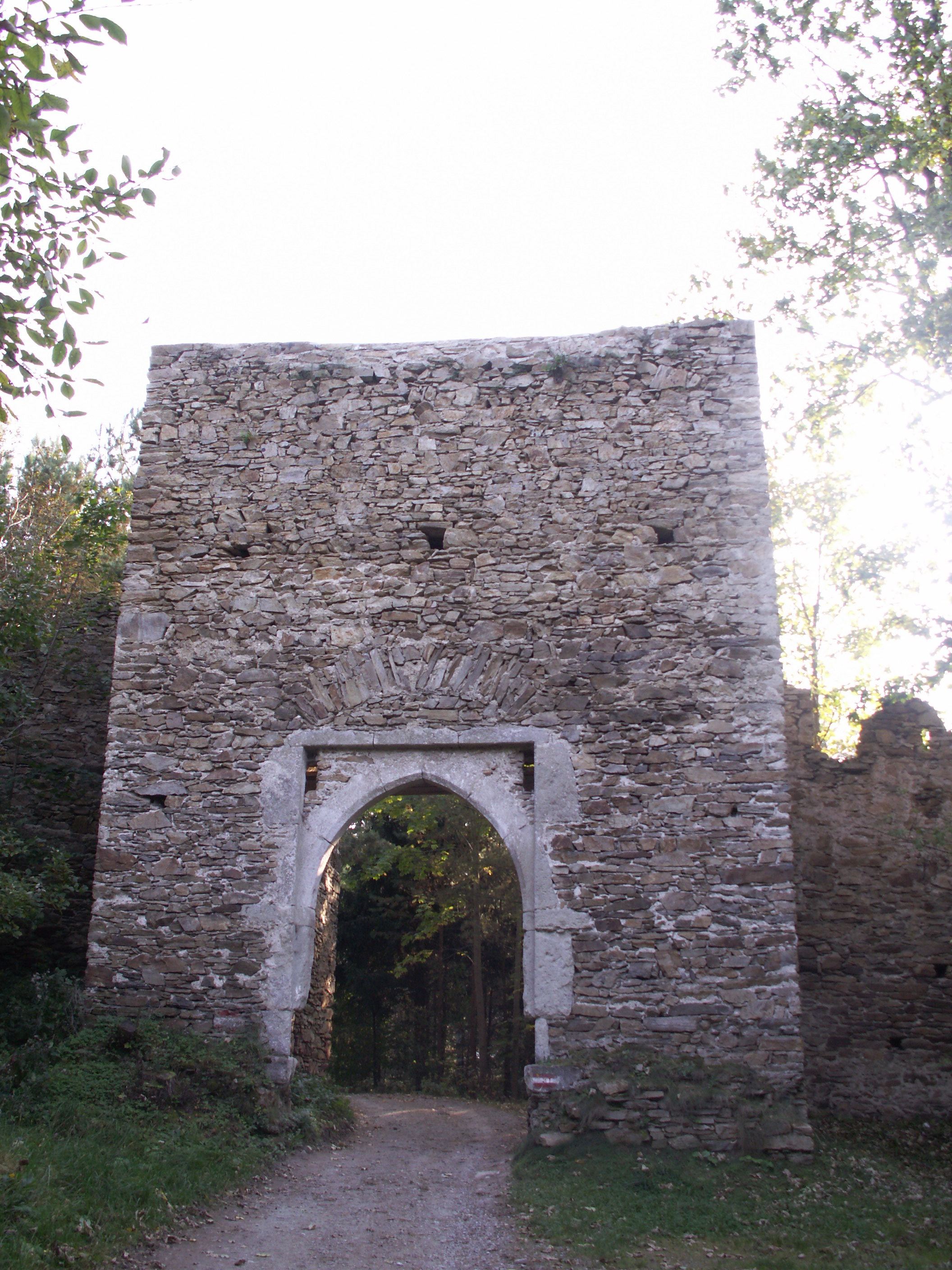
Brána v tzv. „české zdi“

Kollmitz (česky: Chlumec) je zřícenina hradu, stojící východně od města Raabs an der Thaya na strmém skalním ostrohu, který obtéká řeka Dyje v okrese Waidhofen an der Thaya v rakouské spolkové zemi Dolní Rakousy.
Obrovské zdivo hradeb se dvěma zaoblenými věžemi kdysi rozsáhlého středověkého hradu a půlkruhová věž vstupní brány s gotickým obloukem, hladomorna, hradní věž a zbytky dvoupatrové obytné budovy, jakož i další části stavby jsou zachované. Na severozápadě byla kolem roku 1450 na obranu proti Jiřímu z Poděbrad (1420–1471) postavena 160 metrů dlouhá, tzv. česká zeď, která hrad chránila do vzdálenosti asi 300 metrů.

## Historie
Hrad byl poprvé v dokumentech uvedený ve 12. století. Ve 14. století tam byl zemský soud a v patře šibenice. Často se měnili držitelé a až od roku 1411 byl sídlem panství pánů z Hofkirchenu. Jejich panství skončilo roku 1620, když protestantské usedlosti byly zabaveny.

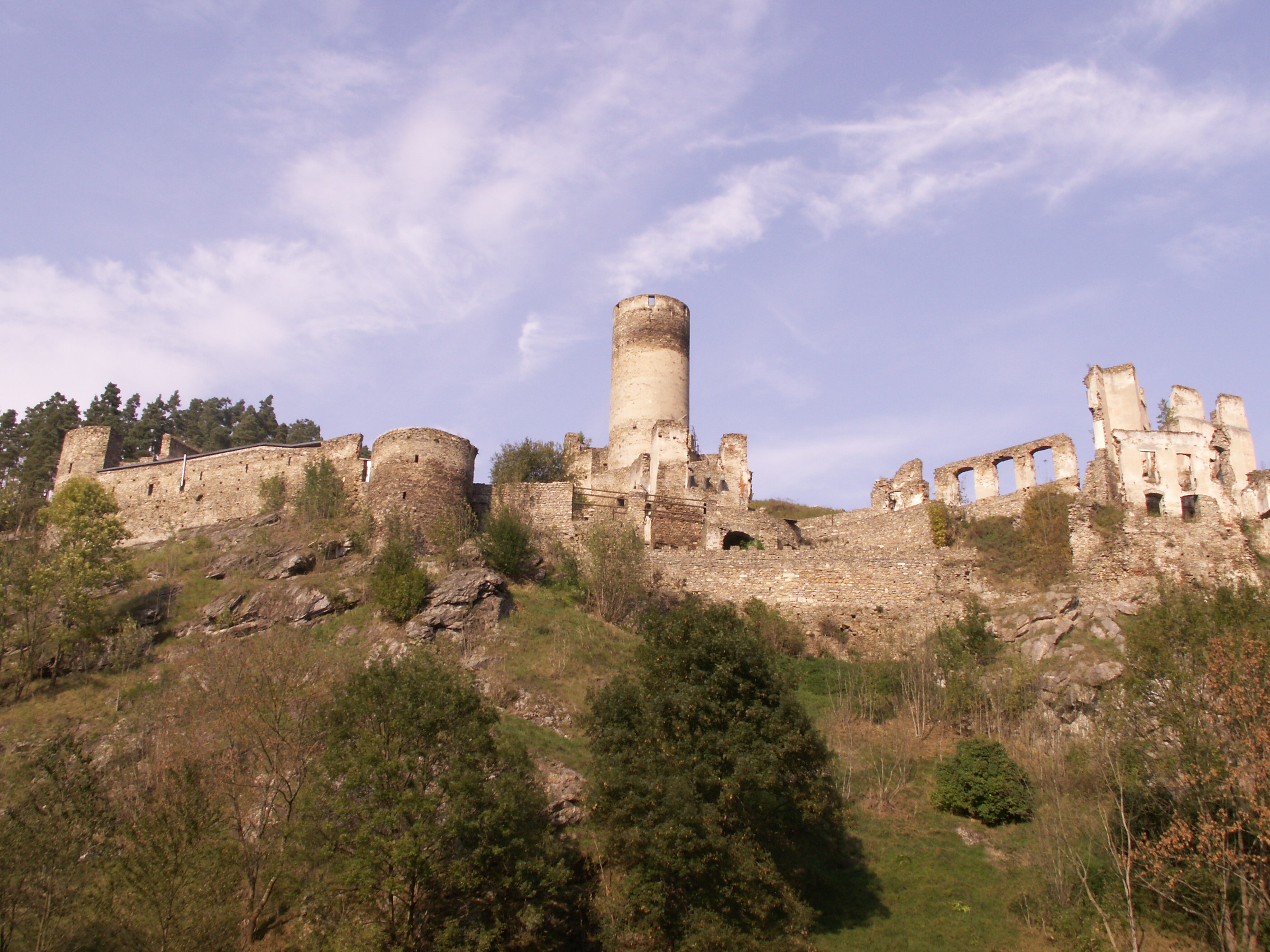
Pohled od řeky Dyje

Hrad byl ve vlastnictví různých šlechtických rodů, potom kláštera Geras a od roku 1708 byl na dlouhou dobu v držení Franze Antona von Quarient a Raal (někdy také Raal), majitel panství Raabs však nechal hrad pustnout. Existuje legenda o tom, že hrad byl opuštěný kvůli jezevcům. Tuto svéráznou „jezevčí teorii“ však vyvrátila současná majitelka hradu paní Magdaléna von Teltsch. Po roce 1708 již palác nebyl využíván a zanikl, resp. byl dokonce využíván pro získání levného kamene.
Zajímavou součástí rozsáhlé zříceniny je tzv. „česká zeď“, která stojí na severozápadě celého areálu. Někdy kolem roku 1450 ji zde postavili obránci hradu jako ochranný val před útokem armády českého vojevůdce Jiřího z Poděbrad. Česká zeď je dlouhá 160 metrů a předpokládá se, že hrad mohla chránit asi do vzdálenosti 300 metrů.
Hrad měl předchůdce na druhé straně údolí, západně od hradební zdi Kollmitzu, přesné místo je však sotva znatelné. Je možné, že se k tomu vztahuje pojmenování „Cholmuncze" z roku 1319. Dendrologickým průzkumem se zjistilo, že přesně v tomtéž roce se dokončovala hradní věž nového hradu Kollmitz.
Přehledný je celkový pohled na zařízení hradu z údolní silnice vedoucí podle řeky Dyje.
Od roku 1974 se stará o údržbu zříceniny hradu Kollmitz sdružení Herbert Loskott (* 1926).